# 尖沙咀駅
尖沙咀駅（せんさそえき、ツィムサーツイえき）は、香港九龍油尖旺区尖沙咀にある港鉄（MTR）荃湾線の駅である。切符と八達通の利用者を合わせて毎日約50万人の乗客が利用する。当初は、観塘線の駅として1979年に開業した。
屯馬線（2004年10月24日開設時点では東鉄線）の尖東駅は、この駅に接続している。現在は、屯馬線との間の乗り換え駅として使用されている。

## 利用可能な路線
- 港鉄（MTR）
  - ■荃湾線
  - ■屯馬線（尖東駅）

## 駅構造
- 島式ホーム1面2線の地下駅。

### 駅階層
| G 地面        | -                              | 出口 |
| L1 コンコース | コンコース                     | サービスセンター、駅商店、恒生銀行、自動券売機、 自動カメラ、ATM、「e分鐘著数」機                              |
| L1 コンコース | 行人隧道系統                   | 連接尖東駅／■屯馬線、中間道、北京道、 九龍公園径、広東道、梳士巴利道、河内道、 K11、彌敦道、麼地道、尖沙咀東部 |
| L2 ホーム     | ❶番線                          | →■荃湾線荃湾方面→                                                                                              |
| L2 ホーム     | 島式ホーム、右側のドアが開く。 | |
| L2 ホーム     | ❷番線                          | ←■荃湾線中環方面                                                                                               |

屯馬線に乗り換える乗客は、コンコースにエスカレーターで上がる必要があり、一旦MTRから、出口FまたはGを通して出なければならない。尖東駅に行くためには、それぞれ中間道または麼地道沿いの地下道を歩く。また、普通乗車券（Single journy ticket）で利用している旅客は、尖沙咀駅から尖東駅、またはその逆の乗り換えについては利用できない（個別に乗車券を求める必要がある）。八達通利用者については、片方の駅を出場後、45分以内の改札通過であれば運賃は通しで計算される仕組みとなっている。これは、両駅の連絡通路を改札内で繋ぐことが出来ない状態による措置である。

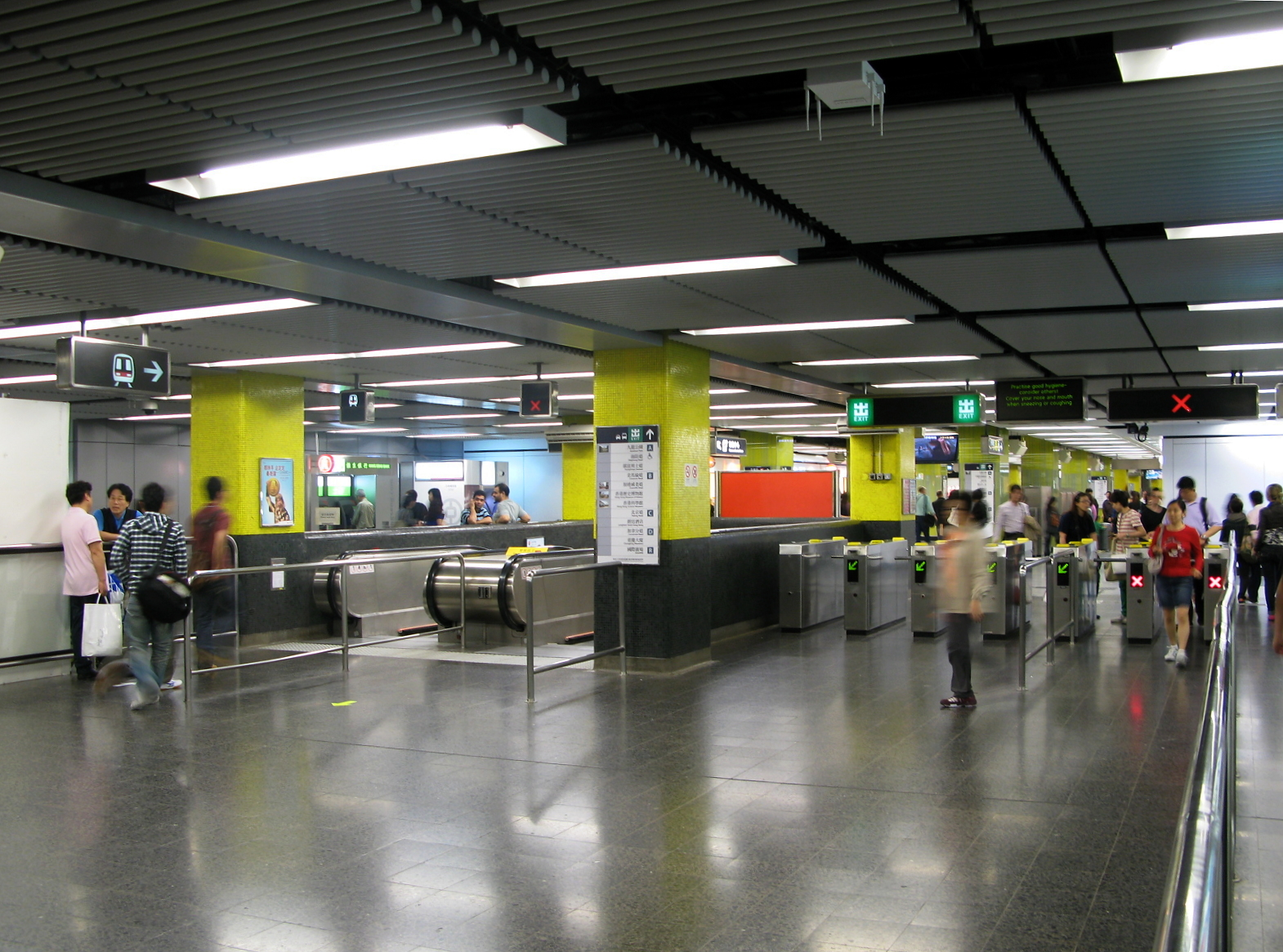
駅コンコース
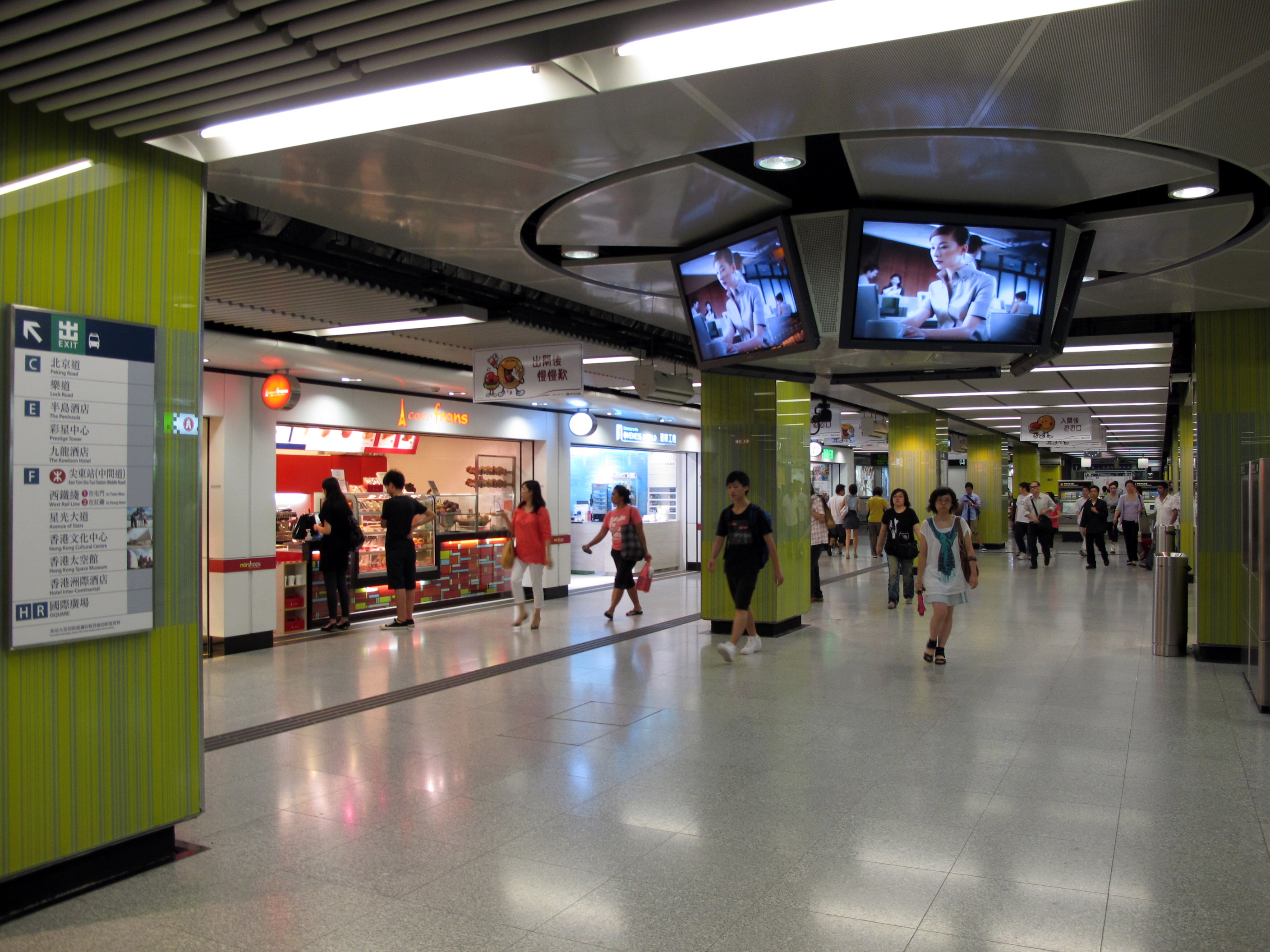
駅内商店
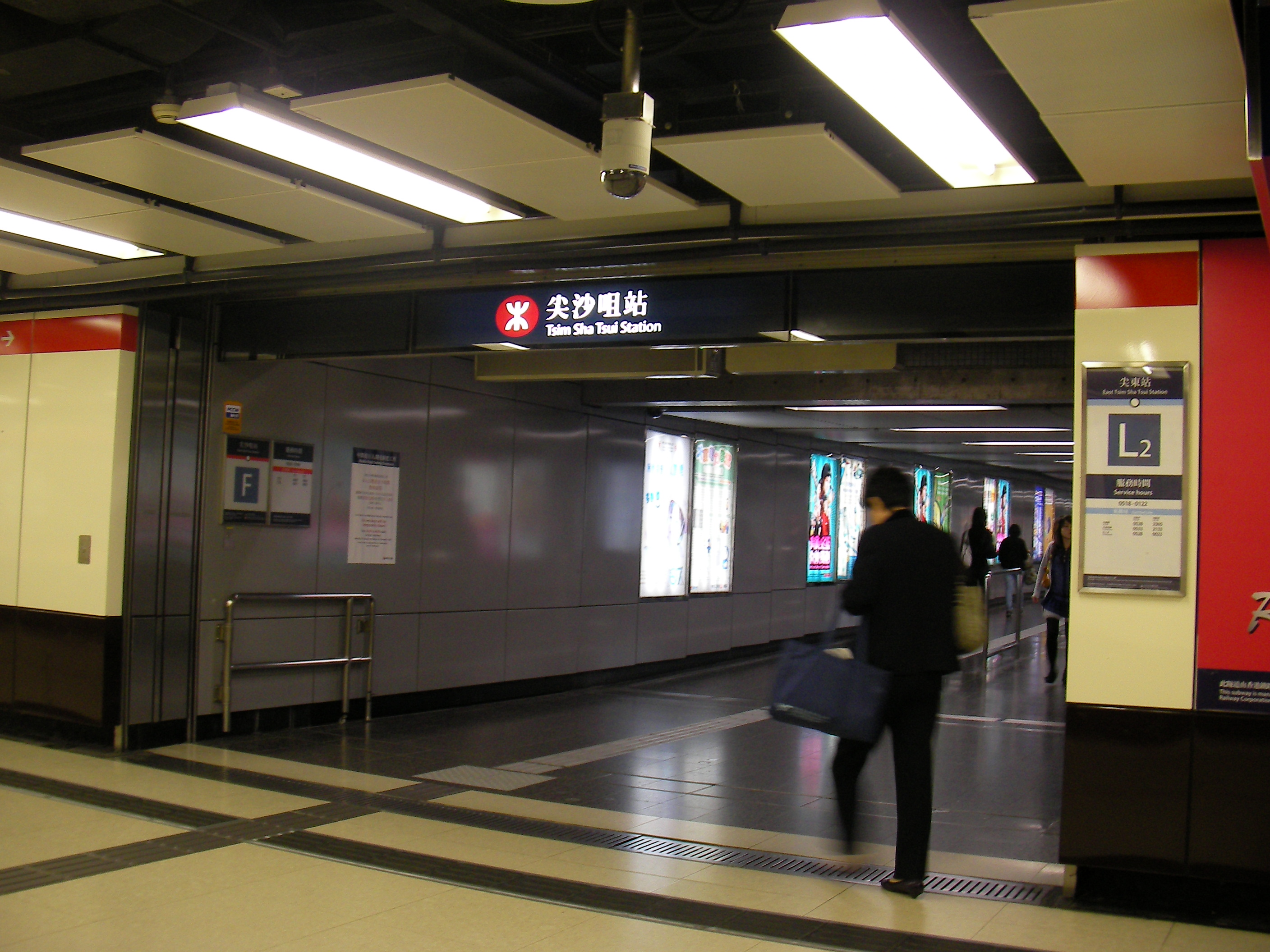
尖東駅に接続するF出口
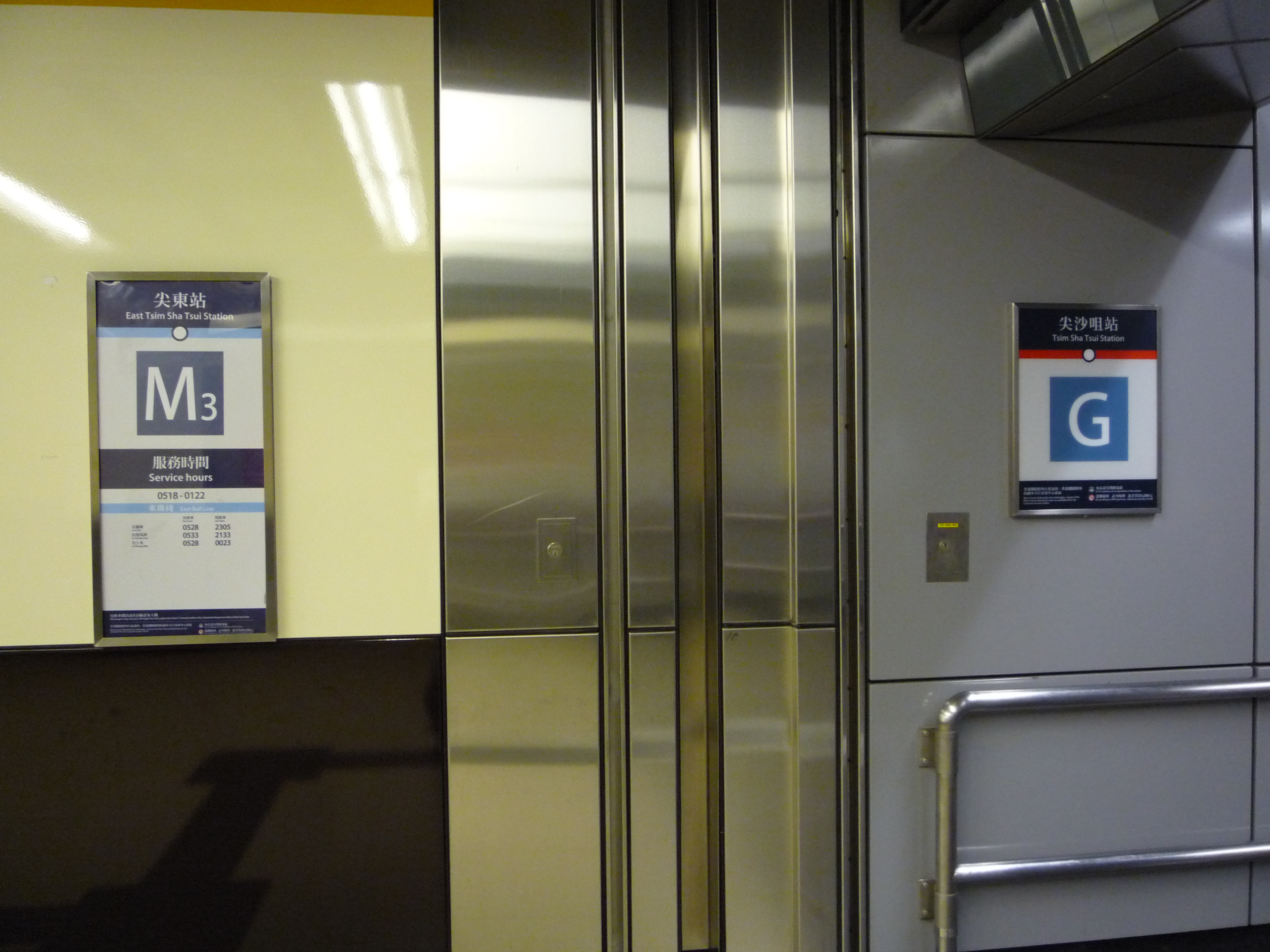
尖東駅に接続するG出口
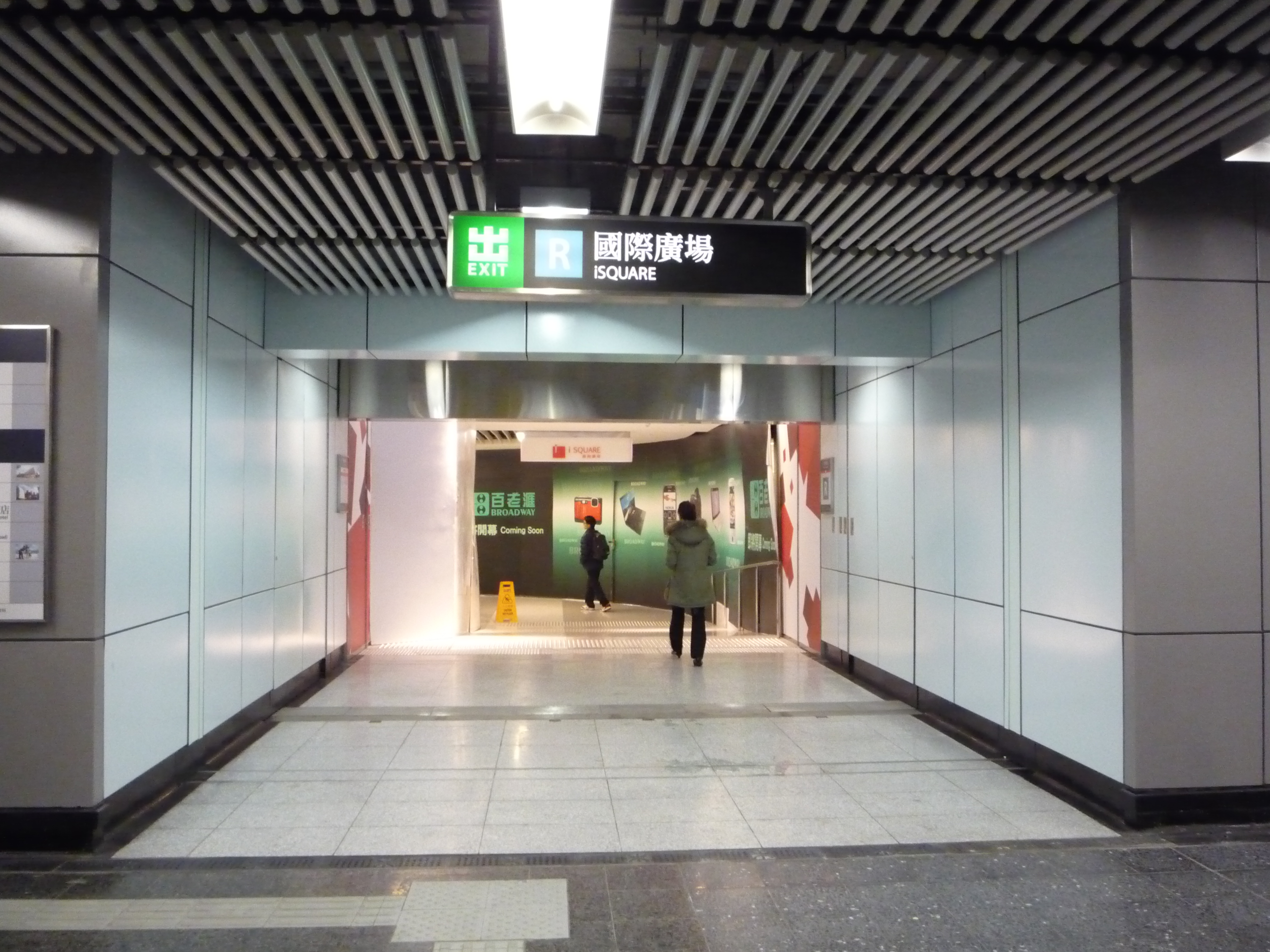
R出口

### 店舗と自動サービス

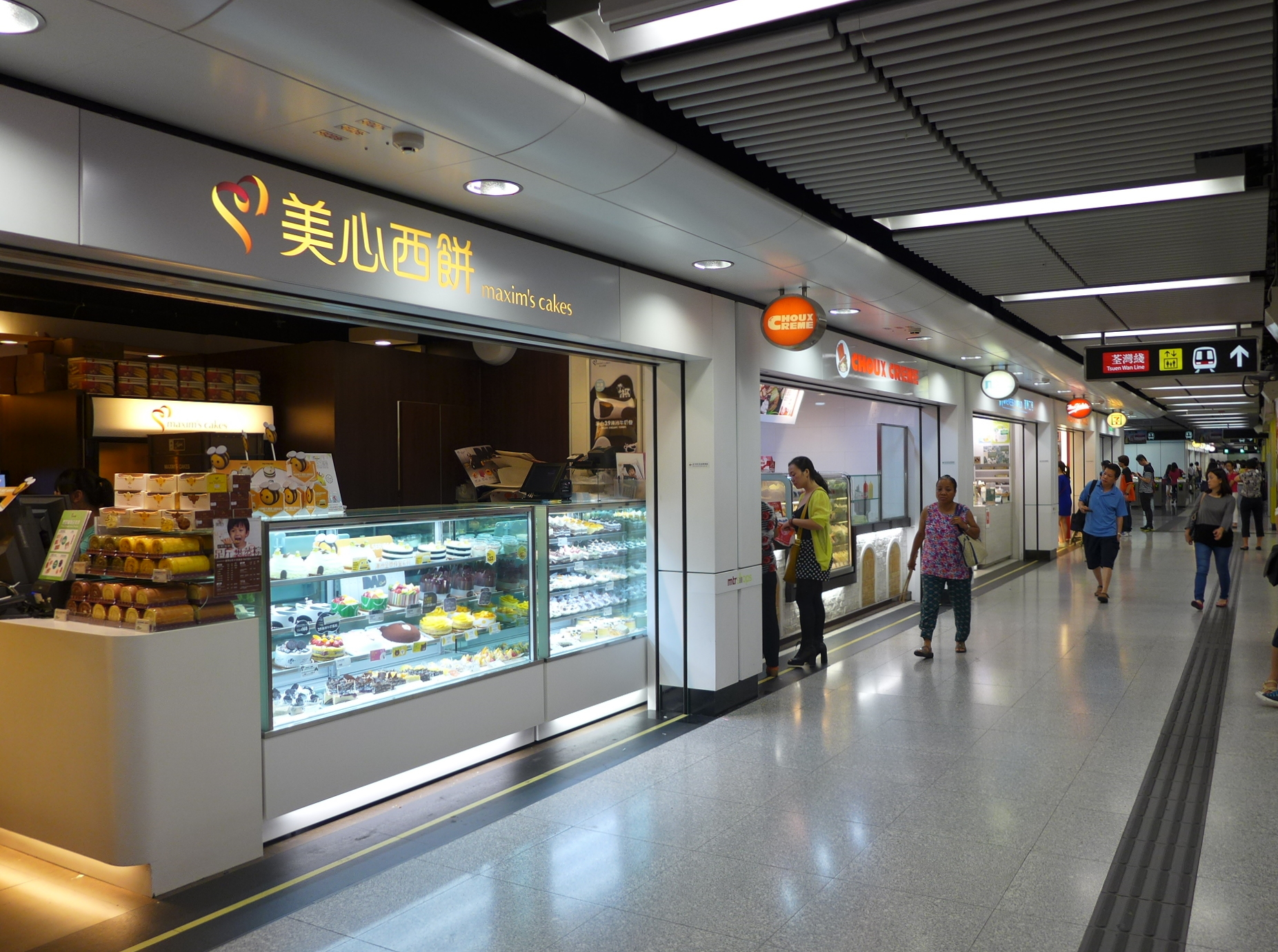
駅内の美心西餅

| 駅商店 - セブン-イレブン - OK便利店 - 美心西餅 - 東海堂 - 健康工房 - Rice Plus - 燕之家 - 佐丹奴 (Giordano) - DHL - 恒生銀行 | 自動サービス - 恒生銀行ATM - 中銀香港ATM - 自動券売機 - 証明写真 - 「e分鐘著数」機 - 香港郵政郵便ポストサービス |

### 出口
尖沙咀駅は、麼地道と中間道の地下道を通して尖東駅と結ばれる。両駅の出口を合わせると、その数は中環駅よりも多くなる。
| 出口番号     | 出口表示          | 目的地 |
| ------------ | ----------------- | --- |
| 出口 · A · 1 | 九龍公園          | 中国客運埠頭、中港城、広東道、海港城、衛生教育展覧中心、香港文物探知館、海防道、漢口道、九龍清真寺、九龍公園、九龍公園遊泳池、新港中心、港景峰、皇家太平洋酒店                                                 |
| 出口 · A · 1 | 九龍公園          | 車椅子用エレベーター及び地面との視覚障害者用誘導路 |
| 出口 · A · 2 | 堪富利士道        | 昌興大廈、加拿分道、格蘭中心、粤海酒店、赫徳道、堪富利士道、堪富利広場、河内道、文遜大廈、職業性失聡補償管理局、宝勒巷                                                                                         |
| 出口 · A · 2 | 堪富利士道        | 地上との視覚障害者用誘導路 |
| 出口 · B · 1 | 金馬倫道          | 古物古蹟弁事処、加連威老道、山林道、君怡酒店、金巴利道、諾士仏台、美麗華商場、彌敦道、尖沙咀皇悦酒店、帝楽文娜公館、The Mira Hong Kong、DON DON DONKIミラプレイス2(2019年7月12日オープン)                      |
| 出口 · B · 2 | 金馬倫道          | 金馬倫道、漆咸道南、中大専業進修学院、香港基督教服務処、香港歴史博物館、香港科学館、百楽酒店、九龍華美達酒店、仕福山景酒店、尖沙咀東部（近金馬倫道）                                                           |
| 出口 · C · 1 | 北京道            | 亜士厘道、広東道、香港工業総会、亜太中心、漢口道、朗廷酒店、楽道、力宝太陽広場、北京道 |
| 出口 · C · 2 | 北京道            | 海防道、九龍清真寺、九龍公園、彌敦道 |
| 出口 · D · 1 | 加拿分道          | 重慶大廈、CKE購物商場、帝国酒店、美麗都大廈、麼地道、彌敦道、喜来登酒店 |
| 出口 · D · 2 | 加拿分道          | 碧仙桃路、康和里、加拿分道、赫徳道、河内道、香港総商会簽證部、宝勒巷、数碼城、豪峰軒 |
| 出口 · E     | 香港文化中心      | 香港文化中心、香港芸術館、西武百貨店、香港太空館、海運大廈、ザ・ペニンシュラ香港、彩星中心、尖沙咀天星碼頭、星光行、九龍酒店、尖沙咀公衆碼頭、キリスト教青年会                                                 |
| 出口 · F     | 尖東駅 （中間道） | 星光大道、亜士厘道、国際電信大廈、香港洲際酒店、尖東駅（中間道）、海員倶楽部、中間道停車場、新世界中心、九龍万麗酒店、そごう                                                                                   |
| 出口 · F     | 尖東駅 （中間道） | 出口との視覚障害者用誘導路 |
| 出口 · G     | 尖東駅 （麼地道） | 金域假日酒店、ニューワールドミレニアム香港ホテル、麗景酒店、河内道、尖東駅（麼地道）、海景嘉福酒店、九龍香格里拉酒店、冠華中心、半島中心、富豪九龍酒店、帝苑酒店、尖沙咀東部（近麼地道）、永安広場、尖沙咀中心 |
| 出口 · G     | 尖東駅 （麼地道） | 出口との視覚障害者用誘導路、尖東駅との地下道と地上とのエレベーター |
| 出口 · H     | 国際広場          | 国際広場 |
| 出口 · R     | 国際広場          | 国際広場 |

## 接続交通一覧
- 鉄道：
  - 香港鉄路屯馬線尖東駅
- 九龍バス：

- - 1、1A、2、6、6A、7、9、13X、26、35A、41A、63X、81C、87D、98D、203、208、215X、219X、234X、260X、268B、269B、271、280X、281A、296D
- 九龍バス深夜線：
  - N216、N241、N271、N281
- トンネルバス：

- - 110、973
- 城巴：

- - A21
- 城巴深夜線：
  - N21、N21A（N21Aは00:10-01:10のみ)
- 新巴深夜線：
  - N796
- ミニバス：

- - 6／6X - 尖沙咀漢口道 ↔ 黄埔花園
  - 7 - 偉恒昌新村 ↔ 尖沙咀東（循環線）（八達通轉乘優惠）
  - 8 - 尖沙咀漢口道 ↔ 何文田
  - 77M - 尖沙咀東 ↔ MTR九龍駅（八達通轉乘優惠）
  - その他の線：3、6A、78

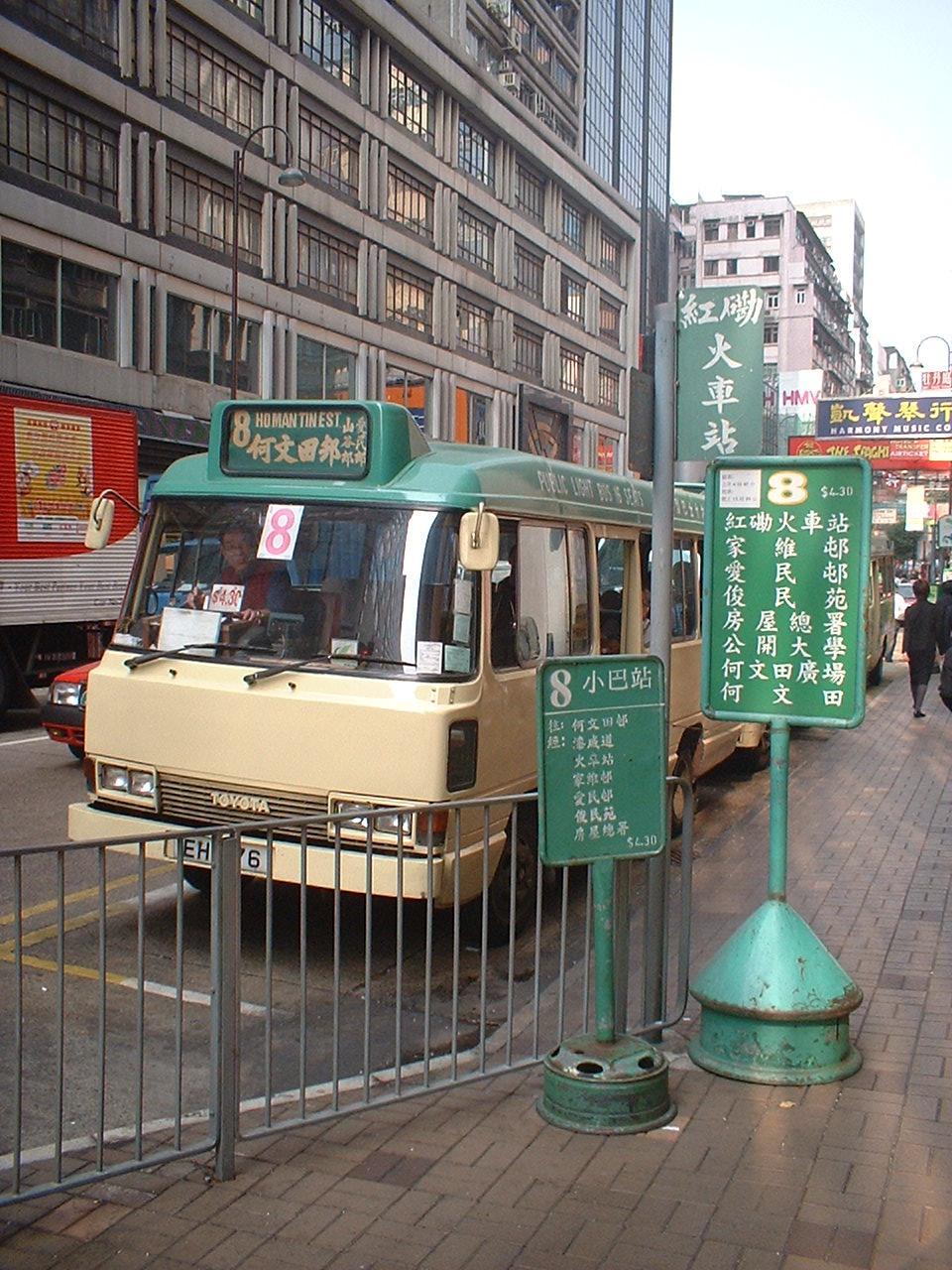
尖沙咀漢口道の小型バス停

## 歴史
- 1979年12月16日 - 観塘線の駅として開業。
- 1982年4月26日 - 荃湾方面への延伸に先立って路線名の調整が行われ、荃湾線の駅となる。

## 隣の駅
香港鉄路
■荃湾線
金鐘駅 - 尖沙咀駅 - 佐敦駅